# Črni nosorog
Čŕni nosoróg ali ozkoústi nosoróg (znanstveno ime Diceros bicornis) je nosorog, ki živi v vzhodnih in osrednjih predelih Afrike vključno s Kenijo, Kamerunom, Južno Afriko, Namibijo in Zimbabvejem. Čeprav se imenuje črni, je dejansko bolj sivo-rjave barve.
Ime so izbrali, da bi ga ločili od vrste beli nosorog (Ceratotherium simum). To zavaja, saj se vrsti ne razlikujeta po barvi. Beseda bel (angleško white) v besedi beli nosorog izhaja iz wyd (nizozemsko wijd) (širok), nanašajoč se na njegovo kvadratno zgornjo ustnico, v nasprotju s koničasto ali kljukasto ustnico črnega nosoroga. Te vrste se zdaj včasih imenujejo nosorogi s kvadratnimi ustnicami (za bele) ali s kljukastimi ustnicami (za črne).
Vrsta je na splošno razvrščena kot kritično ogrožena (čeprav je jugozahodni črni nosorog razvrščen kot skoraj ogrožen). Tri podvrste so bile razglašene za izumrle, vključno z zahodnim črnim nosorogom, ki ga je Svetovna zveza za varstvo narave (IUCN) leta 2011 razglasila za izumrlega.

## Taksonomija
To vrsto je prvič poimenoval Carl Linnaeus v 10. izdaji svojega Systema naturae leta 1758. Ime pomeni "dvorogi nosorog". Obstaja nekaj zmede glede tega, kaj točno je Linnaeus zamislil pod tem imenom, saj je ta vrsta verjetno temeljila na lobanji enorogega indijskega nosoroga (Rhinoceros unicornis), z drugim rogom, ki ga je umetno dodal zbiralec. Znano je, da je takšna lobanja obstajala in Linnaeus je celo omenil Indijo kot izvor te vrste. Vendar pa se je skliceval tudi na poročila zgodnjih popotnikov o dvorogem nosorogu v Afriki in ko se je izkazalo, da v Indiji obstaja samo ena, enoroga vrsta nosorogov, je bil Rhinoceros bicornis uporabljen za sklicevanje na afriške nosoroge (beli nosorog je postal priznan šele leta 1812). Leta 1911 je bilo to uradno določeno in Rt dobrega upanja je uradno razglasil tipsko nahajališče vrste.

### Podvrste
O intraspecifičnnih variacijah pri črnem nosorogu so razpravljali različni avtorji in še niso dokončno rešene. Najbolj sprejeta shema obravnava sedem ali osem podvrst, od katerih so tri izumrle v zgodovinskih časih, ena pa je na robu izumrtja:
- Južni črni nosorog (D. b. bicornis) – izumrli. To je bila največja podvrsta, ki je bila nekoč obilna od Rta dobrega upanja do Transvaala v Južni Afriki in verjetno na jugu Namibije. Izumrla je zaradi pretiranega lova in uničevanja habitatov okoli leta 1850.[10]
- Severovzhodni črni nosorog (D. b. brucii) – izumrl. Včasih osrednji Sudan, Eritreja, severna in jugovzhodna Etiopija, Džibuti ter severna in jugovzhodna Somalija. Primarne populacije v severni Somaliji so izginile v začetku 20. stoletja.
- Črni nosorog Chobe (D. b. chobiensis) – lokalna podvrsta, omejena na dolino Chobe v jugovzhodni Angoli, Namibiji (regija Zambezi) in severni Bocvani. Skoraj izumrl, verjetno le en preživeli primerek v Bocvani.[11]
- Ugandski črni nosorog (D. b. ladoensis) – Nekdanja razširjenost iz Južnega Sudana, preko Ugande v zahodno Kenijo in skrajno jugozahodno Etiopijo. Črni nosorogi se na večini tega območja štejejo za izumrle, njihov naravovarstveni status pa ni jasen. Verjetno je preživel v kenijskih rezervatih.
- Zahodni črni nosorog (D. b. longipes) – izumrl. Nekoč je živel v Južnem Sudanu, severni Srednjeafriški republiki, južnem Čadu, severnem Kamerunu, severovzhodni Nigeriji in jugovzhodnem Nigru. Območje se je verjetno raztezalo proti zahodu do reke Niger v zahodnem Nigru, čeprav to ni potrjeno. Dokazi iz Liberije in Burkina Fasa v glavnem temeljijo na obstoju avtohtonih imen za nosoroga.[12] Študija iz leta 2004 dvomi o precej večjem prejšnjem razponu v Zahodni Afriki, kot je bilo predlagano prej. Zadnji znani divji primerki so živeli v severnem Kamerunu. Leta 2006 z intenzivno raziskavo v njegovem domnevnem območju razširjenosti v Kamerunu ni bilo mogoče najti nobenega, kar je povzročilo strah, da je v divjini izumrl.[13] IUCN je 10. novembra 2011 razglasila zahodnega črnega nosoroga za izumrlega.
- Vzhodni črni nosorog (D. b. michaeli) – zgodovinsko razširjen od Južnega Sudana, Ugande, Etiopije, skozi Kenijo do severno-osrednje Tanzanije. Danes je njegov obseg omejen predvsem na Kenijo in Tanzanijo.
- Južno-osrednji črni nosorog (D. b. minor) – Najbolj razširjena podvrsta, za katero je značilno kompaktno telo, sorazmerno velika glava in izrazite kožne gube. Sega od severovzhodne Južne Afrike (KwaZulu-Natal) do severovzhodne Tanzanije in jugovzhodne Kenije. Ohranjen v rezervatih v večini svojega nekdanjega območja, vendar verjetno izumrl v vzhodni Angoli, južni Demokratični republiki Kongo in morda v Mozambiku. Izumrl, a ponovno naseljen v Malaviju, Bocvani in Zambiji. Razprostira se tudi v delih Namibije in naseljuje nacionalne parke v Južni Afriki.
- Jugozahodni črni nosorog (D. b. occidentalis) – Majhna podvrsta, prilagojena za preživetje v puščavskih in polpuščavskih razmerah. Prvotno razširjena v severozahodni Namibiji in jugozahodni Angoli, danes pa omejena na rezervate prostoživečih živali v Namibiji z občasnimi opažanji v Angoli. Te populacije se pogosto napačno omenjajo D. b. bicornis ali D. b. minor, vendar predstavljajo samostojno podvrsto.

Najbolj razširjena alternativna shema priznava le pet podvrst ali "eko-tipov", D. b. bicornis, D. b. brucii, D. b. longipes, D. b. michaeli in D. b. minor. Ta koncept uporablja tudi IUCN, ki navaja tri preživele podvrste in priznava D. b. brucii in D. b. longipes kot izumrli. Najpomembnejša razlika od zgornje sheme je vključitev obstoječe jugozahodne podvrste iz Namibije v D. b. bicornis namesto v lastno podvrsto, pri čemer se nominalna podvrsta ne šteje za izumrlo.

## Evolucija
Nosorog je nastal v eocenu pred približno petdesetimi milijoni let skupaj z drugimi člani Perissodactyla. Predniki črnega in belega nosoroga so bili prisotni v Afriki do konca poznega miocena pred približno desetimi milijoni let. Obe vrsti sta se v tem času razvili iz običajne vrste prednikov Ceratotherium neumayri. Za klado iz rodu Diceros je značilna povečana prilagoditev brskanju. Pred štirimi in petimi milijoni let se je črni nosorog ločil od belega nosoroga. Po tem razcepu je bil neposredni prednik Diceros bicornis, Diceros praecox, prisoten v pliocenu vzhodne Afrike (Etiopija, Kenija, Tanzanija). D. bicornis se je razvil iz te vrste v poznem pliocenu – zgodnjem pleistocenu. Z najstarejšim dokončnim zapisom na meji pliocen-pleistocen okoli 2,5 Ma v Koobi Fora, Kenija.

## Opis
Odrasel črni nosorog je visok 140–180 cm na rami in je dolg 3–3,75 m. Odrasel osebek običajno tehta od 800 do 1400 kg, vendar so poročali o nenavadno velikih samcih, ki so tehtali do 2896 kg. Samice so manjše od samcev. Dva roga na lobanji sta izdelana iz keratina, pri čemer je večji sprednji rog običajno dolg 50 cm, izjemoma do 140 cm.
Najdaljši znani rog črnega nosoroga je meril skoraj 1,5 m v dolžino. Včasih se lahko razvije tretji, manjši rog. Ti rogovi se uporabljajo za obrambo, ustrahovanje in izkopavanje korenin in lomljenje vej med hranjenjem. Črni nosorog je manjši od belega nosoroga in je po velikosti blizu javanskega nosoroga iz Indonezije. Ima koničasto in prijemljivo zgornjo ustnico, ki jo uporablja za prijemanje listov in vejic pri hranjenju. Beli nosorog ima kvadratne ustnice, ki se uporabljajo za prehranjevanje trave. Črnega nosoroga lahko od belega ločimo tudi po velikosti, manjši lobanji in ušesih; in po položaju glave, ki se drži višje od belega nosoroga, saj je črni nosorog brskalnik in ne pašna žival. To ključno razlikovanje dodatno ponazarja oblika ust obeh vrst (ustnic): "kvadratna" ustnica belega nosoroga je prilagoditev za pašo, "kljukasta" ustnica črnega nosoroga pa je prilagoditev za pomoč pri brskanju.
Debeloslojna koža pomaga zaščititi nosoroga pred trnjem in ostrimi travami. Njihova koža vsebuje zunanje zajedavce, kot so pršice in klopi, ki jih lahko jedo rdečekljuni govedarji in čaplje. Takšno vedenje je bilo prvotno mišljeno kot primer vzajemnosti, vendar nedavni dokazi kažejo, da so govedarji namesto tega paraziti, ki se hranijo s krvjo nosorogov. Običajno se domneva, da imajo črni nosorogi slab vid in se bolj zanašajo na sluh in vonj. Vendar pa so študije pokazale, da je njihov vid razmeroma dober, približno na ravni zajca. Njihova ušesa imajo razmeroma širok razpon vrtenja za zaznavanje zvokov. Odličen voh opozori nosoroge na prisotnost plenilcev.

## Razširjenost

### Prrazgodovinska razširjenost
Kot pri mnogih drugih sestavinah afriške favne velikih sesalcev so imeli črni nosorogi v prazgodovini verjetno širši obseg na severnem delu celine kot danes. Vendar se zdi, da to ni bilo tako obsežno kot pri belem nosorogu. Nedvomnih fosilnih ostankov na tem območju še niso našli, številni petroglifi, ki jih najdemo po puščavi Sahari, pa so pogosto preveč shematski, da bi se nedvoumno odločili, ali prikazujejo črne ali bele nosoroge. Petroglifi iz Vzhodne puščave jugovzhodnega Egipta razmeroma prepričljivo kažejo na pojav črnih nosorogov na teh območjih v prazgodovini.

### Zgodovinska in obstoječa razširjenost
Naravni obseg črnega nosoroga je vključeval večino južne in vzhodne Afrike, vendar se ni pojavil v porečju Konga, območjih tropskih deževnih gozdov ob Beninskem zalivu, etiopskem višavju in Afriškem rogu. Njegovo nekdanje avtohtono pojavljanje v izjemno suhih delih puščave Kalahari v jugozahodni Bocvani in severozahodni Južni Afriki je negotovano. V zahodni Afriki ga je bilo v izobilju na območju, ki se je raztezalo od vzhoda proti zahodu od Eritreje in Sudana preko Južnega Sudana do jugovzhodnega Nigra in zlasti okoli jezera Čad. Njegovo pojavljanje bolj proti zahodu je vprašljivo, čeprav se v literaturi pogosto domneva. Danes je popolnoma omejen na zaščitene naravne rezervate in je izginil iz mnogih držav, v katerih je nekoč uspeval, zlasti na zahodu in severu svojega nekdanjega območja. Preostale populacije so zelo razpršene. Nekateri osebki so bili preseljeni iz svojega habitata na bolje zaščitena mesta, včasih čez državne meje. Črni nosorog je bil od leta 1993 uspešno ponovno naseljen v Malaviju, kjer je izumrl leta 1990. Podobno je bil leta 2008 ponovno naseljen v Zambijo (narodni park Severna Luangva), kjer je izumrl leta 1998, in v Bocvano (izumrl leta 1992, ponovno uveden leta 2003).
Maja 2017 je bilo 18 vzhodnih črnih nosorogov preseljenih iz Južne Afrike v narodni park Akagera v Ruandi. V 1970-ih je bilo v parku okoli 50 nosorogov, vendar se je število do leta 2007 zmanjšalo na nič. Septembra 2017 je rojstvo teleta povečalo populacijo na 19. Park je namenil ekipe za spremljanje nosorogov za zaščito živali pred krivolovom.
Oktobra 2017 sta se vladi Čada in Južne Afrike dogovorili za prenos šestih črnih nosorogov iz Južne Afrike v nacionalni park Zakouma v Čadu. Ko bo ugotovljena, bo to najsevernejša populacija vrste. Vrsta je bila izbrisana iz Čada v 1970-ih in je pod hudim pritiskom zaradi krivolova v Južni Afriki. Sporazum poziva južnoafriške strokovnjake, da ocenijo habitat, lokalne zmogljivosti upravljanja, varnost in infrastrukturo, preden se lahko izvede prenos.

## Vedenje
Na splošno velja, da so črni nosorogi samotarji, z edino močno vezjo med samico in njenim teletom. Poleg tega imajo samci in samice med parjenjem partnerski odnos, tudi pododrasli in mladi odrasli pogosto tvorijo ohlapne povezave s starejšimi posamezniki obeh spolov.[36] Niso zelo teritorialni in pogosto sekajo druga ozemlja nosorogov. Razširjenost se razlikuje glede na letni čas in razpoložljivost hrane in vode. Na splošno imajo manjše domače območje in večjo gostoto v habitatih, če imajo na voljo veliko hrane in vode, in obratno, če viri niso na voljo. Spol in starost posameznega črnega nosoroga vplivata na obseg in velikost doma, pri čemer je obseg samic večji kot pri samcih, zlasti če jih spremlja tele. V Serengetiju so območja doma približno 70 do 100 km2, medtem ko je v Ngorongoru med 2,6 in 58,0 km2. Opazili so tudi, da imajo črni nosorogi določeno območje, ki ga običajno obiskujejo in kjer počivajo in so običajno na višjem nivoju. Ti "domači" teritoriji se lahko gibljejo od 2,6 km2 do 133 km2.
Pred kratkim so raziskali vzorce spanja črnega nosoroga v ujetništvu in rezervatih, da bi pokazali, da samci v povprečju spijo dlje kot samice za skoraj dvakrat dlje. Drugi dejavniki, ki igrajo vlogo pri njihovih vzorcih spanja, je lokacija, kjer se odločijo spati. Čeprav v ujetništvu ne spijo več, spijo ob različnih urah zaradi svoje lokacije v ujetništvu ali predela parka.
Črni nosorog ima sloves izjemno agresivnega in zlahka naleti na zaznane grožnje. Opazili so jih celo, da napadajo drevesna debla in termitne gomile. Črni nosorogi se bodo borili med seboj in imajo najvišjo stopnjo smrtnih spopadov, zabeleženih za katerega koli sesalca: približno 50 % samcev in 30 % samic umre zaradi poškodb, povezanih z boji. Odrasli nosorogi običajno nimajo naravnih plenilcev zaradi svoje impozantne velikosti, pa tudi debele kože in smrtonosnih rogov. Vendar pa so odrasli črni nosorogi v izjemnih okoliščinah žrtev krokodilov. Levi lahko plenijo tudi teleta in zelo redko majhne pododrasle živali.
Črni nosorogi sledijo istim potem, ki jih uporabljajo sloni, da pridejo od prehranjevalnih območij do vodnih kotanj. Med brskanjem uporabljajo tudi manjše poti. So zelo hitri in lahko dosežejo hitrost 55 kilometrov na uro, če tečejo na prstih.
Čeprav se je domnevalo, da so vsi nosorogi kratkovidni, študija, ki je vključevala mrežnice črnih nosorogov, kaže, da imajo boljši vid, kot se je prej domnevalo.

### Prehrana
Črni nosorog je rastlinojedi brskač, ki je listnate rastline, veje, poganjke, trnato grmovje in sadje. Zdi se, da je optimalen habitat tisti, ki ga sestavljajo gosto grmovje in grmičevje, pogosto z nekaj gozda, ki podpira največjo gostoto. Njihova prehrana lahko zmanjša količino lesnatih rastlin, kar lahko koristi pašnikom (ki se osredotočajo na liste in stebla trave), ne pa tudi konkurenčnim brskačem (ki se osredotočajo na liste, stebla dreves, grmovnice ali zelišča). Znano je, da jedo do 220 vrst rastlin. Imajo znatno omejeno prehrano s prednostjo za nekaj ključnih rastlinskih vrst in nagnjenost k izbiri listnatih vrst v sušnem obdobju. Zdi se, da jih najbolj privlačijo rastlinske vrste, ko niso v sušnem obdobju, kot so lesnate rastline. V prehrani črnega nosoroga je znanih 18 vrst lesnatih rastlin in 11 vrst, ki bi lahko bile tudi del njihove prehrane. Nagnjeni so k izbiri hrane na podlagi kakovosti namesto količine, pri čemer raziskovalci najdejo več populacij na območjih, kjer je hrana boljša. Glede na njihovo prehranjevalno navado so opisane prilagoditve žvečilnega aparata. Ima dvofazno žvečenje z rezalnim ektolofom (greben na zgornjem molarnem zobu) in več brusnimi lofi (greben sklenine, ki povezuje konice molarnega ali ličnega zoba) na jezični strani. Velja tudi za bolj zahtevnega rastlinojedca za hranjenje v ujetništvu v primerjavi z njegovimi sorodniki na paši. V suši lahko brez vode preživi do 5 dni. Živijo v več habitatih, vključno z grmičevjem, rečnimi gozdovi, močvirji in njihovimi najmanj ugodnimi travniki. Habitatne preference so prikazane na dva načina, na količino znakov, ki ga najdemo v različnih habitatih, in na habitatno vsebino domačih območij in osrednjih območij. Habitatni tipi so opredeljeni tudi na podlagi sestave prevladujočih rastlinskih vrst na vsakem območju. Različne podvrste živijo v različnih habitatih, vključno s savano Vachellia in Senegalia, grmičevjem Euclea, goščavo ekoregije Albany in celo puščavo. Zjutraj in zvečer brskajo po hrani. So selektivni brskači, vendar študije, opravljene v Keniji, kažejo, da dodajajo izbirni material z razpoložljivostjo, da bi zadovoljili svoje prehranske potrebe. V najbolj vročem delu dneva so najbolj neaktivni – počivajo, spijo in se valjajo v blatu. Valovanje pomaga znižati telesno temperaturo čez dan in ščiti pred paraziti. Ko črni nosorogi brskajo, z ustnicami odstranijo veje listov. Tekmovanje s sloni povzroči, da črni nosorog spremeni svojo prehrano.
Obstaja nekaj odstopanj v natančni kemični sestavi rogov nosoroga. Ta variacija je neposredno povezana s prehrano in se lahko uporablja kot sredstvo za identifikacijo nosorogov. Sestava rogov je znanstvenikom pomagala določiti prvotno lokacijo posameznih nosorogov, kar je organom pregona omogočilo natančnejše in pogostejše prepoznavanje in kaznovanje krivolovcev.

### Sporazumevanje
Nosorogi uporabljajo več oblik komunikacije. Zaradi njihove samotne narave se vonjave pogosto uporabljajo za identifikacijo drugih črnih nosorogov. Škropljenje urina se pojavi na drevesih in grmovju, okoli vodnih kotanj in območij za hranjenje. Samice pogosteje pršijo urin, ko so dovzetne za vzrejo. Iztrebljanje se včasih pojavi na istem mestu, ki ga uporabljajo različni nosorogi, na primer okoli krmnih postaj in napajalnih poti. Ko pridejo na ta mesta, bodo nosorogi zavohali kdo je na območju in dodali svoje oznake. Ko so predstavljeni z blatom odraslih, se samci in samice nosorogov odzovejo drugače kot takrat, ko so predstavljeni z iztrebki pododraslih. Urin in iztrebki enega črnega nosoroga pomagajo drugim črnim nosorogom določiti njegovo starost, spol in identiteto. Manj pogosto se drgnejo z glavo ali rogovi ob drevesna debla, da bi zaznali vonj.
Črni nosorog ima močna ušesa v obliki cevi, ki se lahko prosto vrtijo v vse smeri. Ta zelo razvit sluh jim omogoča, da zaznajo zvok na velikih razdaljah.

### Razmnoževanje
Odrasli so po naravi samotni in se združujejo le zaradi parjenja. Parjenje nima sezonskega vzorca, vendar se rojstva običajno zgodijo proti koncu deževne sezone v bolj sušnih okoljih.
V sezoni bodo samice označile kupe gnoja. Samci bodo sledili samicam; ko bo iztrebljala, bo strgal in razširjal gnoj, s čimer bo konkurenčnim odraslim samcem težje zaznati njen vonj.
Obnašanje dvorjenja pred parjenjem vključuje smrčanje in bojevanje z rogovi med samci. Drugo vedenje pri dvorjenju se imenuje pretvarjanje in divjanje, kjer bo nosorog smrčal in agresivno zamahoval z glavo z ene na drugo stran, preden bo večkrat pobegnil. Vzrejni pari ostanejo skupaj 2–3 dni in včasih celo tedne. V tem času se parijo večkrat na dan in parjenje traja pol ure.
Brejost črnega nosoroga traja 15 mesecev. En mladič ob rojstvu tehta približno 35–50 kilogramov in lahko sledi materi že po treh dneh. Odstavljanje se zgodi pri približno 2 letih starosti potomca. Samica in mladič ostaneta skupaj 2–3 leta, dokler se ne rodi naslednji mladič; ti lahko ostanejo dlje in tvorijo majhne skupine. Mladiče občasno ujamejo hijene in levi. Spolno zrelost doseže samica od 5 do 7 let, samec pa od 7 do 8 let. Pričakovana življenjska doba v naravnih razmerah (brez krivolovskega pritiska) je od 35 do 50 let.

## Zaščita
Večji del 20. stoletja je bil celinski črni nosorog najštevilčnejša od vseh vrst nosorogov. Okoli leta 1900 je bilo v Afriki verjetno nekaj sto tisoč. V drugi polovici 20. stoletja se je njihovo število močno zmanjšalo z ocenjenih 70.000 v poznih 1960-ih na le 10.000 do 15.000 v letu 1981. V zgodnjih 1950-ih je število padlo pod 2500 in leta 2004 so poročali o 2410 črnih nosorogih. Po podatkih Mednarodne fundacije za nosoroge – s sedežem v Yuleeju na Floridi pri White Oak Conservation, ki goji črne nosoroge – se je skupna afriška populacija do leta 2008 povrnila na 4240 (kar kaže, da je bilo število leta 2004 nizko). Do leta 2019 se je število stalno ali počasi povečevalo na 5500.
Leta 1992 je bilo devet nosorogov pripeljanih iz narodnega parka Chete v Zimbabveju v Avstralijo prek Kokosovih otokov. Po naravni smrti samcev v skupini so bili štirje samci pripeljani iz Združenih držav in so se od takrat dobro prilagodili na ujetništvo in novo podnebje. Levi plenijo mladiče in nekatere pododrasle živali, vendar se plenjenje le redko upošteva pri upravljanju s črnim nosorogom. To je velika napaka, ker je treba plenjenje upoštevati pri pripisovanju vzroka slabemu delovanju populacije črnega nosoroga. Leta 2002 je v Kamerunu ostalo le deset zahodnih črnih nosorogov, leta 2006 pa z intenzivnimi raziskavami v njegovem domnevnem območju razširjenosti niso odkrili nobenega, kar je povzročilo strah, da je ta podvrsta izumrla. Leta 2011 je IUCN razglasil zahodnega črnega nosoroga za izumrlega. Prišlo je do ohranjanja, pri katerem so črne nosoroge premestili, vendar se njihova populacija ni izboljšala, saj niso marali biti v neznanem habitatu.
V skladu z Dodatkom I CITES je od leta 1977 prepovedana vsa mednarodna komercialna trgovina z rogom črnega nosoroga. Kitajska, ki se je pridružila CITES od 8. aprila 1981, je kljub temu največja uvoznica rogov črnega nosoroga. Vendar pa gre za trgovino, v kateri nimajo koristi le akterji, ampak jih tudi nacionalne države. Kljub temu ljudje še naprej odstranjujejo nosoroga iz njegovega naravnega okolja in dopuščajo odvisnost od ljudi, da bi jih rešili pred ogroženostjo. Za zaščito nosorogov so bili urejeni parki in rezervati z oboroženimi stražarji, a kljub temu se številni lovci prebijejo in poškodujejo nosoroge zaradi njihovih rogov. Mnogi so razmišljali o ekstrakciji nosorogovih rogov, da bi odvrnili lovce od zakola teh živali ali jih potencialno pripeljali na druga mesta, kot sta ZDA in Avstralija. Metoda ekstrakcije roga je sestavljena iz pomiritve nosoroga in nato skoraj popolnega odžaganja roga, da se zmanjša pobuda za krivolov, čeprav učinkovitost tega pri zmanjševanju krivolova ni znana in znano je, da samice uporabljajo svoje rogove za ubranitev pred plenilci.
Edina podvrsta nosoroga, ki si je nekoliko opomogla od roba izumrtja, je južni beli nosorog, katerega število je zdaj ocenjeno na okoli 14.500, v primerjavi z manj kot 50 v prvem desetletju 20. stoletja. Zdi pa se, da obstaja upanje za črnega nosoroga, da si povrne svoje reproduktivne celice od mrtvih nosorogov v ujetništvu. To kaže obetavne rezultate za proizvodnjo zarodkov črnega nosoroga, ki jih je mogoče uporabiti za testiranje sperme in vitro.
Januarja 2014 je dražba za dovoljenje za lov na črnega nosoroga v Namibiji prodana za 350.000 dolarjev na zbiranju sredstev, ki ga je organiziral Dallas Safari Club. Dražba je požela številne kritike in tudi grožnje s smrtjo članom kluba in možu, ki je kupil dovoljenje.[69] To dovoljenje je bilo izdano za 1 od 18 črnih nosorogov, ki jih je namibijsko ministrstvo za okolje in turizem izrecno opredelilo kot starega za razmnoževanje in veljajo za grožnjo mlajšim nosorogom. 350.000 $, ki jih je lovec plačal za dovoljenje, je namibijska vlada porabila za financiranje prizadevanj proti krivolovu v državi.

## Grožnje
Danes črnemu nosorogu grozijo različne grožnje, vključno sprememba habitata, nezakonit lov in konkurenčne vrste. Državljanske nemire, kot je vojna, so od 1960-ih močno negativno vplivale na populacije črnih nosorogov v državah, med drugim v Čadu, Kamerunu, Ruandi, Mozambiku in Somaliji. V narodnem parku Addo Elephant v Južni Afriki je afriški slon Loxodonta africana rahlo zaskrbljen zaradi črnih nosorogov, ki prav tako naseljujejo to območje. Obe živali sta brskača; vendar je prehrana slona sestavljena iz širšega nabora hranilnih zmogljivosti, medtem ko se nosorog drži predvsem pritlikavih grmovnic. Ugotovljeno je bilo, da črni nosorogi jedo tudi travo; vendar bi lahko bilo skrajšanje obsega razpoložljive hrane potencialno problematično.
Črni nosorog se sooča s težavami, povezanimi z minerali, ki jih zaužijejo. Zaradi svojega evolucijskega napredovanja so se prilagodili na uživanje manj železa v divjini, kar predstavlja težavo, ko so v ujetništvu. Ti nosorogi lahko preobremenijo železo, kar vodi do kopičenja v pljučih, jetrih, vranici in tankem črevesu. Ne samo, da se ti nosorogi soočajo z grožnjami v naravi, ampak tudi v ujetništvu. Črni nosorogi so v ujetništvu postali bolj dovzetni za bolezni z visoko stopnjo umrljivosti.
Nezakonit krivolov za mednarodno trgovino z rogovi nosorogov je glavna in najbolj škodljiva grožnja. Ubijanje teh živali ni edinstveno za sodobno družbo. Kitajci so ohranili zanesljive dokumente o teh dogodkih iz leta 1200 pred našim štetjem  Stari Kitajci so pogosto lovili nosorogove rogove za izdelavo vinskih skodelic, pa tudi nosorogovo kožo za izdelavo cesarskih kron, pasov in oklepov za vojake. Glavni trg za nosorogove rogove je bil v preteklosti v državah Bližnjega vzhoda, kjer so izdelovali bogato izrezljane ročaje za obredna bodala, imenovana džambije. Povpraševanje po teh je v 1970-ih naraslo, zaradi česar se je populacija črnih nosorogov med letoma 1970 in 1992 zmanjšala za 96 %. Rog se uporablja tudi v tradicionalni kitajski medicini, zeliščarji pa pravijo, da lahko oživlja bolnike v komi, olajša izganjanje in različne metode razstrupljanja, zdravijo vročino in pomagajo moškim pri spolni vzdržljivosti in plodnosti. Lovi se tudi zaradi vraževernega prepričanja, da rogovi omogočajo neposreden dostop v nebesa zaradi svoje edinstvene lege in votle narave. Domnevne učinkovitosti uporabe nosorogovega roga pri zdravljenju katere koli bolezni medicinska znanost ni potrdila ali celo predlagala. Junija 2007 se je zgodil prvi dokumentiran primer medicinske prodaje roga črnega nosoroga v Združenih državah (potrjeno z genetskim testiranjem zaplenjenega roga) v trgovini s tradicionalnimi kitajskimi zdravili v Portlandu v kitajski četrti Oregona.